# 小行星8896
小行星8896（英語：8896）是一颗围绕太阳公转的小行星。1995年8月24日，清水義定、浦田武在那智胜浦町发现了此天体。
这颗小行星的绝对星等为177.9321750284457等。